# Петрович, Эмиль
Эмиль Пе́трович (венг. Emil Petrovics , серб. Емил Петровић; 9 февраля 1930, Великий Бечкерек, Югославия — 30 июня 2011, Будапешт) — венгерский композитор, дирижёр, театральный деятель, педагог, заслуженный артист Венгрии (1975), народный артист Венгрии (1982). Двукратный лауреат государственной премии им. Кошута (1966, 2006), двукратный лауреат премии имени Ференца Эркеля (1960, 1963).

## Биография
Сербского происхождения. После немецкой оккупации Югославии и аннексии Воеводины переехал в Будапешт. С 1949 по 1951 год учился музыке в Будапеште у Режё Шугара, затем в Музыкальной академии Ференца Листа у Ференца Сабо, Ференца Фаркаша и Яноша Вишки.
В первой половине 1950-х годов работал дирижёром. В 1960—1964 годах — один из основателей и музыкальный руководитель первого венгерского музыкального театра им. Петефи в Будапеште. С 1964 года преподавал курс композиции в Академии драматических искусств, с 1967 по 1999 год — президент Венгерской организации по авторскому праву.
С 1967 по 1985 год был депутатом парламента Венгрии.
С 1986 по 1990 год — директор Венгерского государственного оперного театра (с 1988 года его генеральный директор), с 2003 по 2005 год — главный музыкальный руководитель театра.
В 1994 году он был избран членом Академии литературы и искусства им. Сечени. В 1991 году — членом Сербской академии наук и искусств.
Похоронен на кладбище Керепеши.

## Творчество
Автор трёх опер, оратории, балета, кантаты, струнной симфонии, концерта для флейты, ряда произведений камерной музыки, хоровых произведений, песен и тридцати партитур для кино.

## Награды
- Заслуженный артист Венгрии (1975)
- Народный артист Венгрии (1982)
- Премия на Всемирном фестивале молодёжи и студентов в Варшаве (1955)
- Премия за композицию для струнного квартета, Льеж (1959)
- Премия имени Ференца Эркеля (1960, 1963)
- Премия имени Кошута (1966, 2006)
- Гран-при Golden Orpheus Record (Lysistraté), Париж (1978)
- Премия Белы Бартока за вклад в развитие венгерской музыкальной жизни(1989)
- Hazám-díj (2004)
- Командор со звездой ордена Заслуг (2005)